# Boninthemis insularis
Boninthemis insularis é uma espécie de libelinha da família Libellulidae.
É endémica de Japão.